# 宮村眞平
宮村 眞平（みやむら しんぺい、1934年〈昭和9年〉8月3日 - 2022年 〈令和4年〉6月14日）は、日本の経営者。静岡県牧之原市出身。三井金属鉱業株式会社取締役相談役。日本商工会議所特別顧問。東京商工会議所副会頭。位階勲等は正四位旭日重光章。

## 来歴
- 1953年（昭和28年）3月 - 静岡県立榛原高等学校卒業
- 1958年（昭和33年）
  - 3月 - 東京大学法学部第2類（公法コース）卒業
  - 4月 - 三井金属鉱業株式会社入社
- 1983年（昭和58年）6月 - 同社管理本部人事部長兼社長室人材開発担当部長
- 1987年（昭和62年）6月 - 同社取締役管理本部長
- 1989年（平成元年）6月 - 同社常務取締役
- 1991年（平成3年）6月 - 同社代表取締役専務取締役
- 1992年（平成4年）4月 - 同社代表取締役副社長
- 1993年（平成5年）6月 - 同社代表取締役社長
- 2001年（平成13年）4月 - 同社代表取締役社長兼COO（最高業務執行責任者）
- 2002年（平成14年）6月 - パンパシフィック・カッパー株式会社取締役
- 2003年（平成15年）6月 - 三井金属鉱業株式会社代表取締役会長兼CEO（最高経営責任者）
- 2007年（平成19年）
  - 4月 - 静岡まきのはら大使
  - 6月 - 三井金属鉱業株式会社取締役相談役
- 2008年（平成20年）4月 - 株式会社三越伊勢丹ホールディングス取締役
- 2010年（平成22年）1月 - 三井金属鉱業株式会社代表取締役会長兼CEO（最高経営責任者）
- 2011年（平成23年）6月 - 同社常勤相談役

## 栄典
- 1997年（平成9年）11月3日 - 藍綬褒章[2]
- 2004年（平成16年）11月3日 - 旭日重光章[3]
- 2010年（平成22年）10月 - ペルー功労勲章大十字章[1]
- 2022年（令和4年）6月14日 - 正四位[4]